# Сезон атлантических ураганов 1973 года
В сезоне 1973 года впервые была использована шкала ураганов Саффира — Симпсона. В этом сезоне образовалось 24 тропических и субтропических циклона, из которых 8 достигло интенсивности штормов по данной шкале, 4 достигло силы урагана.
Начиная с 1962 года это был первый сезон, когда ни один из ураганов не пересёк береговой линии США.
Крупный ураган Бренда привёл к гибели в заливе Кампече 52 человек.

## Штормы

### Ураган Алиса
Этот шторм сформировался за счет взаимодействия тропических волн с областью низкого атмосферного давления к северо-востоку от Багам в конце июня. Четкое вращение стало видно 30 июня и спутниковые изображения показали масштаб явления. На следующий день система возросла до статуса тропического циклона, а спустя некоторое время стал тропическим штормом (по показаниям самолёта-разведчика). Область высокого давления на востоке Алисы двигала шторм прямо на север. Уменьшение сдвига ветра сделало шторм более организованным, и 3 июля уже четко был виден глаз. К этому времени разведка показала, что шторм перерос в ураган со скоростью 130 км/час.
4 июля интенсивность шторма достигла своего пика (скорость ветра достигала 150 км/час — 42 м/с, а атмосферное давление составляло 986 мм). После прохождения Бермудских островов Алиса начала ускоряться в ответ на область среднего давления, которая в то время была на востоке США, и ослабилась. 6 июля в связи с падением скорости ветров, ураган понизился до шторма и уже был у Атлантической Канады. Позже в тот же день Алиса сделала подход к восточному Ньюфаундленду с ветром в 95км/ч, а затем и перестала быть тропическим циклоном.
Во время своего прохода Бермуд Алиса создавала устойчивые ветры скоростью до 125 км/ч с порывами до 140 км/ч, не вызвав никаких серьёзных повреждений на островах. Ветер сопровождался ливнем, закончившим трёхмесячную засуху, пик которого пришёлся на 4:57 (116 мм). Хотя циклон продолжил движение по Атлантической Канаде, сильных воздействий там не было зарегистрировано.